# Think tank
Think tank (z ang. dosłownie „zbiornik myśli”) – niezależny komitet doradczy, z założenia o charakterze organizacji non-profit, zajmujący się badaniami i analizami dotyczącymi spraw publicznych. Do celów działalności think tanków należą zazwyczaj badania i poszukiwanie sposobów rozwiązania problemów społecznych, konsulting oraz udział w debacie publicznej. Spotkać można szersze rozumienie tego pojęcia na oznaczenie grupy osób lub instytucji mających podobne cele, ale niekoniecznie posiadających status organizacji pozarządowych. Grono ekspertów udzielających porad (pomysłów) dotyczących rozwiązywania problemów społecznych, związanych z polityką, gospodarką, ekonomią, wojskiem, technologią i kulturą.

## Klasyfikacja
Według propozycji i przykładów McGanna z 2000 r. think tanki można podzielić na cztery luźne kategorie:
- instytucje okołoakademickie, stowarzyszone lub wyłonione z uniwersytetów, poświęcone prowadzeniu pracy naukowej i publicznej, oddzielonej od dydaktyki lub bezpośredniego zaangażowania politycznego (np. Brookings Institution)
- profesjonalne instytucje badawcze zorientowane na konsulting i podwykonawstwo analiz, np. na zlecenie rządów (np. RAND Corporation)
- fundacje zajmujące się orędownictwem (ang. advocacy) na rzecz wybranej ideologii lub sprawy (np. Centre for Policy Studies)
- organizacje stowarzyszone z partiami i ruchami politycznymi, stanowiące ich zaplecze intelektualne (np. Fundacja Konrada Adenauera przy partii CDU)

Klasyfikacja ta jest orientacyjna, a wybrane przez autora przykłady nie są koniecznie reprezentatywne – dla ilustracji: CPS jest często uznawane za powiązane z brytyjską Partią Konserwatywną – jego współzałożycielką była Margaret Thatcher.
Działalność think tanków jest finansowana z różnych źródeł: organizacji międzynarodowych, fundacji, przedsiębiorstw, osób prywatnych, a także środków publicznych. W przeglądzie think tanków w Grupy Wyszehradzkiej Schneider wymienia następujące typowe dla tego regionu źródła finansowania:
- fundacje prywatne i inne think tanki (np. Open Society Institute)
- zagraniczne stypendia i programy pomocowe (np. USAID, EEA Grants and Norway Grants)
- krajowe fundusze i stypendia publiczne
- fundusze Unii Europejskiej
- organizacje międzynarodowe (np. Bank Światowy, OECD, Międzynarodowy Fundusz Walutowy)

Jako przykłady polskich think tanków, Schneider wymienił Centrum Analiz Społeczno-Ekonomicznych, Centrum im. Adama Smitha, Ośrodek Myśli Politycznej i Instytut Studiów Strategicznych.

## Historia i charakterystyka
Instytucja think tanków rozwinęła się w Stanach Zjednoczonych. Wiąże się to ze specyfiką amerykańskiego systemu politycznego, oraz dostępem do licznych źródeł finansowania (w szczególności bogatych filantropów). Zależnie od przyjętej definicji, w USA działa od kilkuset do ponad tysiąca tego typu organizacji.
Większość think tanków powstała po II wojnie światowej, wtedy też pojawiło się samo pojęcie (tak określano schron, w którym naradzali się amerykańscy stratedzy). Think tanki zajmowały się pierwotnie głównie wykonywaniem analiz na potrzeby polityki wojennej i bezpieczeństwa, pomagały w tworzeniu polityki społecznej i innych polityk państwa – przykładowo, Brookings Institution zaangażowano do konsultowania polityki ekonomicznej rządu USA w czasie Wielkiego Kryzysu, i prac przy formułowaniu Planu Marshalla.
Początkowo think tanki miały charakter instytucji akademickich lub profesjonalnych, a od uniwersytetów odróżniało je to, że nie kształciły studentów. Także system zarządzania think tanków jest mniej demokratyczny niż w dzisiejszych uniwersytetach.
Z czasem zaczęły się pojawiać instytucje o wyraźnie określonej linii programowej. Pojęcie to bywało kojarzone z organizacjami prawicowymi, prowadzącymi intensywną kampanię na rzecz specyficznych celów. Obok ośrodków prawicowych istnieją także ośrodki o poglądach lewicowych. W wielu przypadkach podział think tanków na prawicowe i lewicowe jest nieadekwatny, i większość z nich trudno jest jednoznacznie przypisać do którejś z tych opcji (np. libertariański Cato Institute, lub centrowy Brookings Institution).
W USA współczesny neokonserwatyzm związany jest z inicjatywami dotyczącymi polityki zagranicznej takich think tanków, jak American Enterprise Institute i Project for the New American Century. Niektóre klasycznie konserwatywne think tanki amerykańskie to Claremont Institute i Heritage Foundation. Przykładami think tanków liberalnych i lewicowych są Center for American Progress, Humans Rights Watch, czy Open Society Institute.

## Krytyka
W założeniu think tanki służą tworzeniu pomostu pomiędzy światem akademickim a publicznym, jednak w praktyce komentatorzy i badacze zauważają postępujące upolitycznienie tych instytucji. Wiele organizacji nazywających się think tankami prowadzi według nich w istocie zamaskowany lobbing polityczny, podpierając się autorytetem nauki. Jak twierdzą np. George Monbiot, felietonista The Guardian, czy ekonomista Paul Krugman, taki stan rzeczy i niska transparentność organizacji ukrywa przed społeczeństwem, że rzekomi niezależni eksperci są motywowani ideologicznie i finansowani przez grupy interesu. Monbiot stwierdza, że lewicowe think tanki są bardziej otwarte i narażają się przez to na ataki polityczne, natomiast instytucje prawicowe ukrywają często źródła wsparcia.
Badania naukowe i śledztwa dziennikarskie częściowo potwierdzają te obserwacje. Przykładowo w przeglądzie artykułów na temat badań krytycznych wobec zjawiska zmiany klimatu media amerykańskie w 2/3 przypadków nie podały, że publikacje źródłowe nie pochodzą z czasopism naukowych poddanych recenzji naukowej, ale z organizacji sponsorowanych przez przemysł energetyczny. W badaniu popularnonaukowej literatury sceptycznej wobec zmiany klimatu stwierdzono, że publikacja 92% pozycji była związana z konserwatywnymi think tankami. Analogiczne problemy wykryto w nurcie badań ekonomicznych nad płacą minimalną, gdy głośne krytyczne badanie Neumarka i Waschera okazało się sponsorowane i oparte na wybiórczych danych dostarczonych przez think tank Employment Policy Institute, prowadzony przez firmę świadczącą usługi PR dla branży restauracyjnej.
Badanie dotyczące mechanizmu wpływów think tanków typu „orędowniczego” w USA sugeruje, że nie miały one bezpośrednio dużego wpływu na polityków, natomiast oddziałują na media i wyborców.

## Think tanki w Polsce
Pierwszym polskim think tankiem był działający w latach 1943–1947 Komitet Ziem Wschodnich.
Bezpośrednio po przemianach politycznych w 1989 roku powstało Centrum im. Adama Smitha (1989), nieco później Ośrodek Studiów Wschodnich (1990), a następnie
Ośrodek Myśli Politycznej (1992). Gwałtowny wzrost ich liczby nastąpił na początku XXI wieku: Fundacja Odpowiedzialność Obywatelska 2002 r., Krytyka Polityczna 2002 r., Instytut Misesa 2003 r., Think Tank Feministyczny 2005 r., Forum Obywatelskiego Rozwoju 2007 r., INPRIS 2009 r..
Ich formą organizacyjno-prawną jest najczęściej stowarzyszenie lub fundacja. Działalność polskich think-tanków finansowana jest głównie z darowizn, grantów i 1% podatków – jeśli dany think tank ma status organizacji pożytku publicznego.

## Think tanki w Stanach Zjednoczonych
- American Enterprise Institute
- Atlas Network
- Brookings Institution
- Cato Institute
- Center for Strategic and International Studies (CSIS)
- Council on Foreign Relations
- Financial Services Technology Consortium
- Ford Foundation
- Foundation for Economic Education
- Freedom House
- Heritage Foundation
- Hoover Institution
- Liberty International
- The Millennium Project
- National Endowment for Democracy
- Project for the New American Century
- Property and Environment Research Center
- RAND Corporation
- Research Triangle Institute
- Rocky Mountain Institute